# Levi's Stadium
Levi's Stadium is een multifunctioneel stadion in Santa Clara (Californië), in de San Francisco Bay Area te Californië. Het is de thuishaven van de American football-ploeg San Francisco 49ers spelende in de National Football League. Het stadion heeft een capaciteit van 68.500 zitplaatsen, wat bij grote evenementen zoals de Super Bowl of de Wereldkampioenschap voetbal kan uitgebreid worden tot 75.000. Het stadion kan ook gebruikt worden voor concerten, motorcross evenemeten, conferenties zowel binnen als buiten. Verder voldoet het stadion aan de eisen van de FIFA om wedstrijden van het WK voetbal te mogen organiseren. 

## Geschiedenis
In 2006 kwamen de 49ers eerst met een voorstel voor een nieuw stadion in Candlestick Point te San Francisco, op de plaats van hun vorige stadion Candlestick Park. Het project bevatte ruimte voor winkels en woongelegenheden en werd beschouwd als mogelijk zeer voordelig voor de nabijgelegen verloederde buurt Hunters Point. Maar na dat onderhandelingen met de stad San Francisco mislukten, focusten de 49ers op een site grenzend aan hun huidige kantoren en trainingsvelden te Santa Clara.

## Naam
Op 8 mei 2013 kondigden de 49ers aan dat Levi Strauss & Co. zijn naam aan het nieuwe stadion zou verbinden. Levi's kwam overeen om $220.3 miljoen aan Santa Clara en de 49ers te betalen, gespreid over 20 jaar. Ook bevatte de overeenkomst een optie om dit met 5 jaar te verlengen voor ongeveer $75 miljoen.

## Opening
Het stadion opende op 17 juli, 2014, 7 dagen achter op schema. De eerst gespeelde wedstrijd in het stadion was een voetbalwedstrijd in de MLS tussen de San Jose Eartquakes en de Seattle Sounders. De wedstrijd vond plaats op 2 augustus 2014, waarbij de San Jose Earthquakes de Seattle Sounders met 1–0 versloegen. De wedstrijd werd bijgewoond door 48.765 mensen en het openingsdoelpunt werd gescoord door Yannick Djaló na 42 minuten speeltijd.
Op 17 augustus 2014, verloren de 49ers hun eerste (vriendschappelijke) wedstrijd met 34–0, tegen de Denver Broncos. Tijdens de wedstrijd viel een toeschouwer flauw door de hitte en moest naar het ziekenhuis overgebracht worden, waar hij later overleed.
De eerste seizoenswedstrijd van de 49ers in het stadion vond plaats op 14 september 2014, toen ze het opnamen tegen de Chicago Bears. De Bears wonnen met 28–20 in een wedstrijd met een recordopkomst van 70.799 toeschouwers voor de 49ers.
Op 29 maart 2015 vond WrestleMania 31 er plaats. Het stadion werd gebruikt voor de vijftigste editie van de Super Bowl die plaatsvond op 7 februari 2016.

## Internationale wedstrijden

### CONCACAF Gold Cup 2017
Tijdens de CONCACAF Gold Cup van 2017 was dit stadion een van de stadions waar voetbalwedstrijden wordt gespeeld. In dit stadion werd de finale gespeeld.
| № | Datum        | Wedstrijd                  | Uitslag | Gold Cup | Toeschouwers |
| - | ------------ | -------------------------- | ------- | -------- | ------------ |
| 1 | 26 juli 2017 | Verenigde Staten – Jamaica | 2 – 1   | Finale   | 63.032       |